# Brooklyn (filme)
Brooklyn é um filme anglo-canadense-irlandês de drama de 2015 dirigido por John Crowley e escrito por Nick Hornby, baseado no livro homônimo de Colm Tóibín. A obra conta a história de uma jovem irlandesa que se muda para o Brooklyn e foi estrelado por Saoirse Ronan, Emory Cohen, Domhnall Gleeson, Jim Broadbent e Julie Walters.

## Elenco
- Saoirse Ronan - Eilis Lacey
- Emory Cohen - Anthony "Tony" Fiorello
- Domhnall Gleeson - Jim Farrell
- Jim Broadbent - Flood
- Julie Walters - Madge Kehoe
- Bríd Brennan - Miss Kelly
- Jane Brennan - Mrs. Lacey
- Fiona Glascott - Rose Lacey
- Jessica Paré - Miss Fortini
- Emily Bett Rickards - Patty McGuire
- Eileen O'Higgins - Nancy
- Jenn Murray - Dolores Grace
- Eve Macklin - Diana Montini
- Mary O'Driscoll - Miss McAdam
- Nora-Jane Noone - Sheila
- Michael Zegen - Maurizio Fiorello
- Paulino Nunes - Mr. Fiorello
- Gerard Murphy - Daddy Lacey

## Recepção
Brooklyn foi aplaudido de pé após sua estreia no Festival Sundance de Cinema de 2015. No agregador de críticas Rotten Tomatoes, o filme tem uma taxa de aprovação de 97% com base em 269 comentários dos críticos, com uma classificação média de 8.4/10. O consenso crítico do site diz: "Brooklyn reforça as atuações notáveis de Saoirse Ronan e Emory Cohen com um rico drama de época que puxa as cordas do coração tão habilmente quanto satisfaz a mente." No Metacritic, o filme tem uma pontuação média ponderada de 88 de 100, com base em 45 críticos, indicando "aclamação universal". O público entrevistado pela PostTrak deu ao filme uma pontuação geral positiva de 92% e mais de 80% disseram que o "definitivamente recomendariam".